# Fosmide
Les fosmides sont des vecteurs artificiels constitués d'un plasmide hybride. Ils sont similaires aux cosmides mais sont basés sur le plasmide F au lieu de la séquence cos du phage lambda. Le vecteur de clonage est limité, car un hôte (généralement E. coli) ne peut contenir qu'une seule molécule de fosmide. Les fosmides peuvent contenir des inserts d'ADN jusqu'à 40 kb ; souvent, la source de l'insert est constituée d'ADN génomique aléatoire. Une banque de fosmides est préparée en extrayant l'ADN génomique de l'organisme cible et en le clonant dans le vecteur fosmidique. Le mélange de ligation est ensuite encapsidé dans des particules de phage et l'ADN est transfecté dans l'hôte bactérien. Les clones bactériens (issus de la reproduction de l'hôte originel) propagent la banque fosmidique. Le faible nombre de copies offre une stabilité plus élevée que les vecteurs avec des nombres de copies relativement plus élevés, comme les cosmides. Les fosmides peuvent être utiles pour construire des banques stables à partir de génomes complexes. Ils possèdent une stabilité structurelle élevée et se sont avérés maintenir efficacement l'ADN humain même après 100 générations de croissance bactérienne. Des clones fosmidiques ont été utilisés pour aider à évaluer l'exactitude de la Séquence Publique du Génome Humain. 

## Découverte
Le plasmide de fertilité, ou plasmide F, a été découvert par Esther Lederberg et encode des informations pour la biosynthèse du pilus sexuel afin de faciliter la conjugaison bactérienne. Celle-ci consiste à utiliser le pilus sexuel pour former un pont entre deux cellules bactériennes ; ce pont permet à la cellule F+ (possédant le plasmide F) de transférer une copie simple brin du plasmide de sorte que les deux cellules contiennent finalement chacune une copie du plasmide. Au cours de son transfert vers la cellule réceptrice, le brin d'ADN correspondant est synthétisé par le receveur. La cellule donneuse conserve une copie fonctionnelle du plasmide. Il a été découvert plus tard que le facteur F était le premier épisome (mêmes propriétés que les plasmides mais pouvant en plus s'intégrer aux chromosomes circulaires) et peut exister en tant que plasmide indépendant, ce qui en fait un vecteur très stable pour le clonage. La conjugaison aide à la formation de banques de clones bactériens en garantissant que toutes les cellules contiennent le fosmide souhaité. 
Les fosmides sont des vecteurs d'ADN qui utilisent les mécanismes d'origine de réplication et de partition du plasmide F pour permettre le clonage de gros fragments d'ADN. On peut ainsi facilement préparer une banque qui fournit une couverture redondante 20 à 70 fois du génome. 

## Banques d'ADN
La première étape du séquençage de génomes entiers consiste à cloner le génome en unités de taille gérable d'une longueur de 50 à 200 kilobases. Il est idéal d'utiliser une bibliothèque de fosmides en raison de sa stabilité et de la limitation d'un plasmide par cellule. En limitant le nombre de plasmides dans les cellules, le potentiel de recombinaison est diminué, préservant ainsi l'insert du génome. 
Les fosmides contiennent plusieurs éléments fonctionnels : 
- OriT (origine de transfert) : séquence qui marque le point de départ du transfert conjugatif ;
- OriV (origine de réplication) : séquence à partir de laquelle le plasmide-ADN sera répliqué dans la cellule réceptrice ;
- région tra (gènes de transfert) : gènes codant le pilus-F et le processus de transfert d'ADN ;
- IS (éléments d'insertion) : dits "gènes égoïstes" (fragments de séquence qui peuvent intégrer des copies d'eux-mêmes à différents endroits).

Les méthodes de coupe et d'insertion d'ADN dans les vecteurs fosmides ont été perfectionnées avec le temps. Il existe maintenant de nombreuses entreprises qui peuvent créer une bibliothèque fosmidique à partir de n'importe quel échantillon d'ADN en très peu de temps à un coût relativement faible. Cela s'est avéré crucial pour permettre aux chercheurs de séquencer de nombreux génomes pour étude. À travers toute une variété de méthodes, plus de 6651 génomes d'organismes ont été entièrement séquencés, et 58 695 sont en passe de l'être. 

## Utilisations
Parfois, il est difficile de distinguer avec précision les chromosomes individuels en fonction de leur longueur, du rapport de bras (position du centromère) et du schéma de bandes C. Les fosmides peuvent être utilisés comme marqueurs cytologiques fiables pour l'identification des chromosomes individuels, et des caryotypes de chromosomes en métaphase basés sur l'hybridation in situ en fluorescence  peuvent être utilisés pour vérifier si les positions de ces fosmides ont été construites avec succès. 
Le système fosmide est excellent pour créer rapidement des banques de mini-BAC spécifiques aux chromosomes à partir d'ADN chromosomique trié par flux. L'avantage majeur des fosmides par rapport aux autres systèmes cosmidiques réside dans sa capacité à propager de manière stable des fragments d'ADN humain. De nature hautement répétitive, l'ADN humain est bien connu pour son extrême instabilité dans les systèmes vectoriels à multicopies. Il a été constaté que la stabilité augmente considérablement lorsque les inserts d'ADN humain sont présents en copies uniques dans des cellules d'E. coli déficientes en recombinaison. Par conséquent, les fosmides servent de substrats fiables pour le séquençage d'ADN génomique à grande échelle.